# Ryszard Żuromski
Ryszard Żuromski est un acteur et metteur en scène polonais né le 10 mai 1945 à Vilnius et mort le 18 juillet 2004 à Łódź,.